# 广埠屯
广埠屯是中華人民共和國湖北省武汉市的一個橫跨洪山区西部、武昌区中东部的地帶，泛指珞喻路与广八路交汇的一片区域。该区域现在成为武汉最大的IT交易市场。
广埠屯的名称是“广阜屯”之讹。广阜屯之名源于明朝洪武、永乐年间。

## 经济发展
现在广埠屯有多家市内大规模的电脑卖场—赛博数码广场、广埠屯资讯广场、南极电脑城、珞珈电脑城等，毗邻华中师范大学和武汉大学，提供品牌机、组装机、笔记本以及各类数目产品。